# The Source Presents – Hip Hop Hits Vol. 4
Hip Hop Hits Vol. 4 to czwarta składanka z serii "„Hip Hop Hits”" prezentowana przez magazyn „The Source”. Została wydana 12 grudnia 2000 roku.

## Lista utworów
1. "Country Grammar (Hot...)" (Nelly)
2. "The Light" (Common)
3. "Party Up (Up in Here)" (DMX)
4. "Wobble Wobble" (504 Boyz)
5. "Bad Boyz" (Shyne)
6. "The Next Episode" (Dr. Dre)
7. "It's So Hard" (Big Pun)
8. "Shut Up" (Trick Daddy)
9. "Imagine That" (LL Cool J)
10. "The Real Slim Shady" (Eminem)
11. "#1 Stunna" (Big Tymers)
12. "Oooh" (De La Soul)
13. "Holla Back (Holla Boston)" (Made Men)
14. "Sippin' on Some Syrup" (Three-6 Mafia)
15. "No Matter What They Say" (Lil’ Kim)
16. "Y.O.U." (Method Man & Redman)
17. "What'Chu Like" (Da Brat)